# Stortjärnen (Linsells socken, Härjedalen, 689662-135267)
Stortjärnen är en sjö i Härjedalens kommun i Härjedalen och ingår i Dalälvens huvudavrinningsområde.